# Masatake Haruta
Masatake Haruta (jap. 春田 正毅, Haruta Masatake; * 27. September 1947 in Tajimi, Präfektur Gifu; † 25. Januar 2022) war ein japanischer Chemiker. Er ist seit den 1980er-Jahren für Forschungen zur Katalyse durch Nanoteilchen und Cluster von Gold bekannt.

## Leben
Haruta studierte Chemieingenieurwesen an der Technischen Universität Nagoya mit dem Bachelor-Abschluss 1970 und wurde 1976 als Chemieingenieur an der Universität Kyōto promoviert. Danach war er in der Forschung zu Wasserstoff als Energieträger am Osaka National Research Institute (ONRI). 1981/82 war Haruta ein Jahr an der Katholischen Universität Löwen bei Bernard Delmon. 1990 wurde er Leiter der Abteilung Katalyse und 1999 Direktor der Abteilung Energie und Umwelt am ONRI. 2001 wurde er Direktor des Forschungsinstituts für Grüne Technologie  am National Institute of Advanced Industrial Science and Technology in Tsukuba. 2005 wurde er Professor an der Tokyo Metropolitan University.
Während früher Gold als chemisch träge und nicht geeignet als Katalysator eingestuft wurde, zeigte Haruta 1987, dass es in Form von Nanoteilchen (Durchmesser unter 10 Nanometer) doch gut für die Katalyse geeignet ist. Er zeigte damals, dass Goldpartikel von 5 nm Größe auf geeigneten Substraten (Metalloxide) schon bei niedrigen Temperaturen als Katalysatoren der Oxidation von Kohlenmonoxid zu Kohlendioxid dienen konnten. Das schuf ein sich schnell entwickelndes neues Gebiet der Katalyse und ermöglichte neue umweltschonendere (lösungsmittelfreie) Verfahren in der industriellen organischen Chemie („Grüne Chemie“). Später zeigte Haruta mit Kollegen auch, dass Gold als Katalysator für den oxidativen Abbau des Umweltgifts Dioxin bei niedrigen Temperaturen dienen konnte. 
1994 war er Gastprofessor an der TU Wien.
2011 erhielt er den Spiers Memorial Award. für herausragende Beiträge zur Chemie des Goldes und der Begründung eines neuen Gebiets der Katalyse mit Gold.
Ab 2011 war Haruta Präsident der Katalyse-Gesellschaft von Japan, deren Wissenschaftspreis er 2002 erhielt. 2009 erhielt er den Preis der Japanischen Chemischen Gesellschaft, 1998 den Preis des Präsidenten für herausragende Forschungsleistungen der Japan Science and Technology Agency (JST), 2002 den Henry J. Albert Award des International Precious Metals Institute und 1997 den Osaka Science Prize. 2009 wurde er zum auswärtigen Mitglied der Academia Europaea gewählt.

## Schriften
- When gold is not noble: catalysis by nanoparticles, Chem. Record, Band 3,  2003, S. 75–87.
- mit T. Ishida Gold catalysts. Towards sustainable chemistry. Angewandte Chemie, International Edition, Band 46, 2007, S. 7154–7156

## Anmerkung
1. ↑  Hinweise auf die Eignung von Gold als Katalysator wurden schon in den 1970er-Jahren gefunden, damals aber wenig beachtet. Ebenfalls ab den 1980er-Jahren forschte Graham Hutchings über Gold Katalysatoren. Weiteren Aufschwung erhielt die Forschung zu den  überraschenden Eigenschaften von Gold als Katalysator Ende der 1990er-Jahre von Stephen Hashmi (damals Frankfurt, heute Universität Heidelberg) in der organischen Chemie.